# داغ ننگ (فیلم ۱۹۳۴)
داغ ننگ (انگلیسی: The Scarlet Letter) فیلمی در ژانر درام است که در سال ۱۹۳۴ منتشر شد. از بازیگران آن می‌توان به کولن مور اشاره کرد.